# Ayed
Ayed (in arabo عايض‎?, ʻĀyiḍ), pseudonimo di ʻĀyiḍ Yūsuf al-Quranī (in arabo عايض يوسف القرني‎?; Riad, 11 maggio 1996), è un cantante saudita.

## Biografia
Ayed ha conseguito il suo primo ingresso in top five nell'Official MENA Chart dell'International Federation of the Phonographic Industry con Tjyny, tratto dal secondo album in studio Kl ālkhṭā (2022).
Nell'ottobre 2023 Kārah nafsī ha segnato il suo miglior posizionamento nella hit parade mediorientale (2º posto), nonché la prima numero uno in Arabia Saudita. La sua Rdy (2023) ha debuttato direttamente in vetta alla graduatoria del Medio Oriente e saudita. Anche Ahlan wsʻdan (2023) e ʻĀlam al-ʻushshāq (2024), duetti con Humood AlKhudher e Khalid Muthafar, hanno replicato il successo dei brani precedenti, finendo sul podio della classifica saudita.
È poi uscito il tormentone estivo Lmāḥ (2024), che ha fatto l'entrata direttamente in cima all'Official MENA Chart e nazionale; lo stesso ha conservato il primo posto di entrambe per almeno tre mesi consecutivi. Ayed è finito in lizza per tre premi ai Billboard Arabia Music Awards; alla cerimonia, si è portato a casa il riconoscimento per la miglior canzone khalījī con Lmāḥ.
Nell'aprile 2025 è stato diffuso il suo terzo disco di inediti, dal titolo ʻĀyiḍ 2025. Quattro tracce su sette del progetto sono comparse nella top ten nazionale contemporaneamente.

## Discografia

### Album in studio
- 2018 – Thmān ālām
- 2022 – Kl ālkhṭā
- 2025 – ʻĀyiḍ 2025

### EP
- 2016 – ʻĀyiḍ 2016
- 2018 – Bi-al-mawt jā

### Singoli
- 2015 – Nsytny
- 2015 – Sāqy ālʻṭsh
- 2016 – Qlyl-ālshwf
- 2016 – Mūdī khwsh
- 2016 – Ḍāʻat ayyāmī (con Jassem Mohammed)
- 2016 – Mā ʻalá
- 2017 – Wyny anā
- 2017 – Ghaṣb ʻuniya
- 2017 – ʻAjz ṣabrī
- 2017 – Tlkhbṭ
- 2017 – ʻInān al-samā
- 2018 – Anā wlht
- 2018 – Qdhā
- 2019 – Lā tbāly
- 2019 – Dwk qalbī
- 2019 – Yālrbʻ
- 2019 – Wa-allāh mā yrmsh
- 2019 – Li-mādhā
- 2019 – Bi-lā adny sabab
- 2020 – Fwwḍt anā
- 2020 – Fī dhākirat al-ẓill
- 2020 – ʻAdl Rabī
- 2020 – Yā hyh
- 2020 – Tastāhilīn akthar
- 2020 – Ghṭrfy yānjd
- 2020 – Al-amānī
- 2020 – Ḥulw al-kalām
- 2021 – Bṣd
- 2021 – Yā Muḥammad (con Nayef Al-Nayef)
- 2021 – Lāḥwl wlāqwh
- 2022 – Tabāraka qalbī
- 2022 – Tdryn
- 2022 – Frqty
- 2022 – Saʻūdīyūn
- 2022 – Allāh maʻak yā akhḍar
- 2023 – Ilá Allāh
- 2023 – Shāʼa Rabī (con Fahd Al-Salem)
- 2023 – Ahlan wsʻdan (con Humood AlKhudher)
- 2023 – Narjiʻ nltqy
- 2023 – Tjyny rymks
- 2023 – Kārah nafsī
- 2023 – Rdy
- 2024 – ʻĀlam al-ʻushshāq (con Khalid Muthafar)
- 2024 – Lmāḥ
- 2024 – Māhdā bālī
- 2025 – Ajrḥ min al-būm ʻĀyiḍ
- 2025 – Ḥbby laka wa ḥub al-Kuwayt